# Artes 1/29
Abrahan Arturo Álvarez, més conegut pel seu nom artístic Artes o Artes 1/29, és un MC i productor musical de Torrejón de Ardoz.
El març de 2006 va presentar el seu primer LP en solitari "Capítulo 2", una producció realista i eficaç. Finalment, el desembre de 2008 va llançar La banda sonora de nuestras vidas.

## Discografia
- "Capítulo 3" (Maxi) (2005)
- "Capítulo 2" (LP) (2006)
- "La banda sonora de nuestras vidas" (LP) (2008)